# Lisbon (Iowa)
Lisbon és una població dels Estats Units a l'estat d'Iowa. Segons el cens del 2000 tenia 1.898 habitants.

## Demografia
Segons el cens del 2000, Lisbon tenia 1.898 habitants, 728 habitatges, i 516 famílies. La densitat de població era de 347,3 habitants/km².
Per edats la població es repartia de la següent manera: un 30,1% tenia menys de 18 anys, un 8,1% entre 18 i 24, un 30,1% entre 25 i 44, un 21,4% de 45 a 60 i un 10,2% 65 anys o més.
L'edat mediana era de 34 anys. Per cada 100 dones de 18 o més anys hi havia 94,4 homes.
La renda mediana per habitatge era de 45.139 $ i la renda mediana per família de 55.583 $. Els homes tenien una renda mediana de 37.500 $ mentre que les dones 24.432 $. La renda per capita de la població era de 18.275 $. Entorn del 6% de les famílies i el 6,8% de la població estaven per davall del llindar de pobresa.

## Poblacions més properes
El següent diagrama mostra les poblacions més properes.